# Calandratura

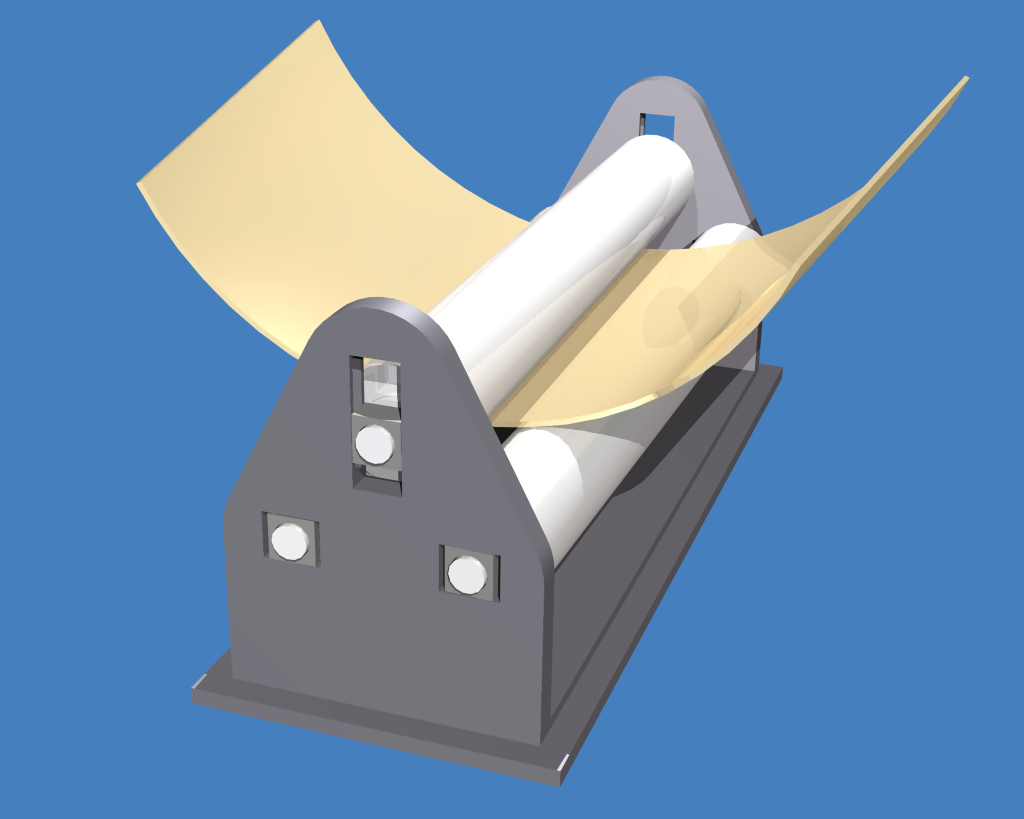
La lamiera, passando fra i tre rulli si incurva, modifica la sua forma.

La calandratura è un processo di produzione industriale di tipo deformazione plastica che consente di produrre (calandratura della gomma e della plastica) o trasformare (calandratura della lamiera metallica) fogli di materiale o profilati metallici.

## Calandratura della gomma e della plastica
La lavorazione si effettua in macchine (calandre) composte da rulli ad assi paralleli, aventi distanza regolabile, e rotanti a bassa velocità; essa consiste nel far passare la mescola di gomma non vulcanizzata o la materia plastica allo stato pastoso tra le coppie di rulli (similmente alla laminazione dei metalli) per ottenere fogli o lastre dello spessore voluto.

## Calandratura della lamiera metallica
Le calandre utilizzate per questa lavorazione possono essere dotate di tre o quattro rulli ad assi paralleli disposti in modo tale che il foglio di lamiera, per passare tra di essi, segua una traiettoria circolare, il cui raggio di curvatura si regola agendo sulla posizione reciproca dei rulli.
Si ottengono così forme coniche o cilindriche. Con apposite calandre si può ottenere la curvatura a freddo di profilati metallici.

## Calandratura tessile
Operazione di finissaggio di tessuti ottenuta con il mangano. Si  ottiene facendo passare la stoffa finita tra due pesanti rulli riscaldati che comprimendola le danno un aspetto liscio e lucido, come nel tessuto di chintz. Se i rulli hanno inciso un rilievo con la calandratura si possono ottenere disegni ed effetti speciali come marezzatura o goffratura.